# Ledaspis uapacae
Ledaspis uapacae är en insektsart som först beskrevs av Hall 1928.  Ledaspis uapacae ingår i släktet Ledaspis och familjen pansarsköldlöss. Inga underarter finns listade i Catalogue of Life.